# ويليام كولين
ويليام كولين (بالإنجليزية: William Cullen)‏ (و. 1710 – 1790 م) هو طبيب، وكيميائي، وفلاح، وأكاديمي، وأستاذ جامعي، وكاتب، وطبيب نفسي، وجراح من مملكة بريطانيا العظمى، وكان عضوًا في الجمعية الملكية، وكلية الأطباء الملكية في إدنبرة، والجمعية الملكية للادنبره، توفي في إدنبرة، عن عمر يناهز 80 عاماً.

## التعليم
تعلم في جامعة إدنبرة، وجامعة غلاسكو.

## جوائز
حصل على جوائز منها:
- زميل في الجمعية الملكية.

## روابط خارجية
- ويليام كولين على موقع الموسوعة البريطانية (الإنجليزية)